# Small Form Factor Special Interest Group
Small Form Factor Special Interest Group (engl. für wörtlich übersetzt Interessengruppe für kleine Formfaktoren), kurz SFF-SIG, ist eine Interessengemeinschaft unterschiedlicher, zum Teil namhafter, Hersteller, die sich mit der Entwicklung und Spezifizierung von Hardware-Technologien für kleine Formfaktoren befasst. Der Hauptsitz der SFF-SIG befindet sich in Santa Clara (USA).
Ein Ergebnis der SFF-SIG ist die Stackable Unified Module Interconnect Technology (SUMIT), bei der Computerschnittstellen über eine definierte Steckverbindung geführt werden, um einen modularen Aufbau zu ermöglichen. Ebenso ist SFF-SIG bei der Spezifizierung der Formfaktoren CoreExpress, Pico-ITX und dessen mit SUMIT erweiterten Standard Pico-ITXe beteiligt.